# 臺北市文山區興德國民小學
臺北市文山區興德國民小學，簡稱興德國小，是位於臺灣臺北市文山區的一所小學，其前身為1954年建立的景美國小興德分校，1962年獨立為興德國民學校。興德國小今為臺北市學生人數最少的國小之一。

## 沿革

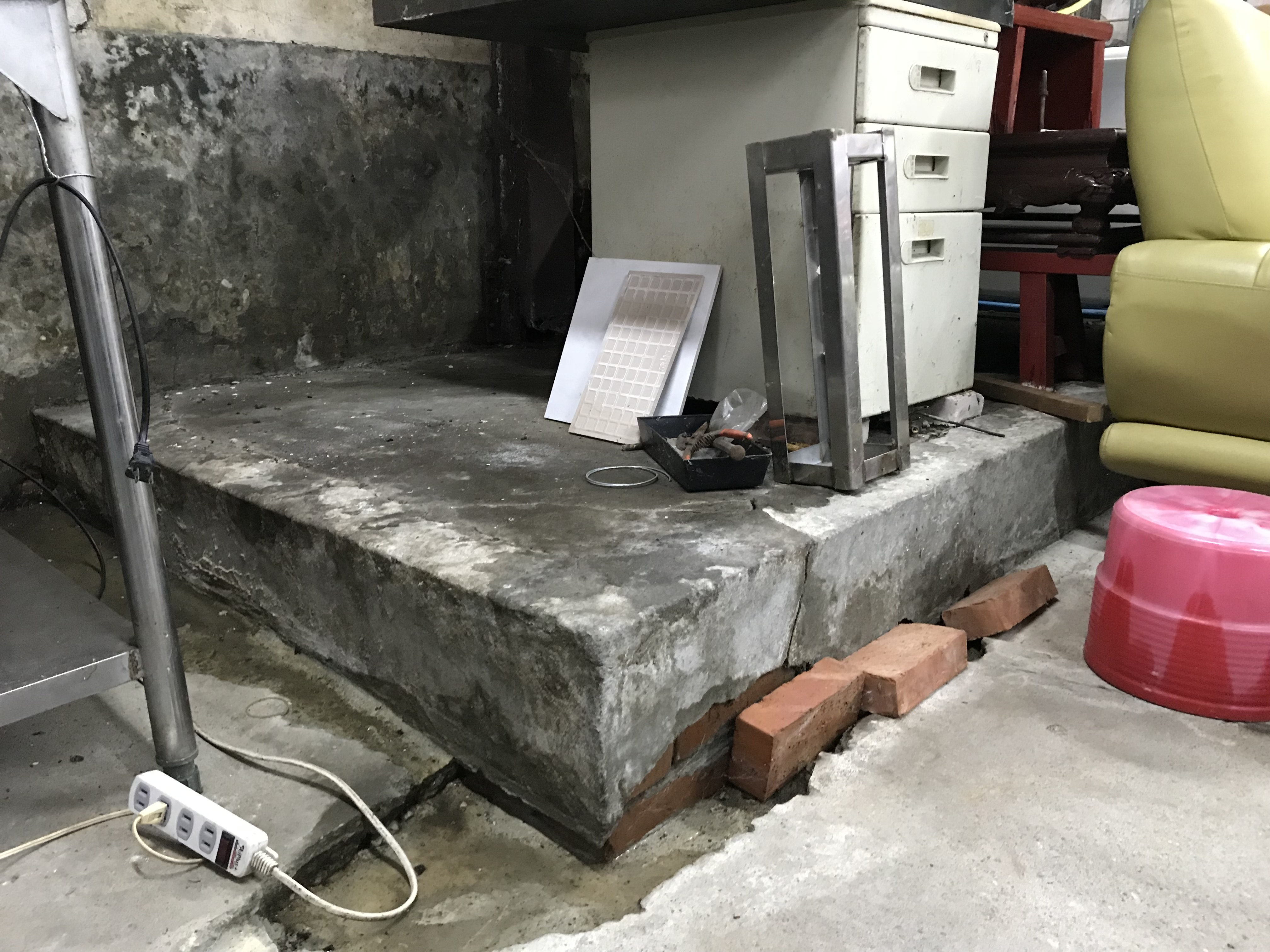
興德國小建校之初曾借用景美福興宮房舍（現為福興宮管理委員會使用）作為教室，屋內仍可見當時講台

1954年，台北縣景美鎮景美國民學校（今景美國小）成立興德分校，其名稱來自當地里名，是十五分地區的第一所學校，創校初期全校約有36班，曾借用鄰近的景美福興宮房舍作為教室。1962年本校獨立為台北縣景美鎮興德國民學校。本校全名曾隨行政區劃的變遷而兩度更改，1968年改名為臺北市景美區興德國小，1990年又因景美與木柵合併成文山區而改為現名。
1975年，因應當地人口漸增，臺北市政府在興德國小旁約50公尺處設立了興隆國小，分散興德國小的生源，使其班級數量下降至約24班，之後學生人數因少子化等因素而逐年下降，至2016年全校僅剩12班（每個年級兩班），2019年全校僅有約270名學生，是臺北市學生數量最少的國小之一。

## 校園

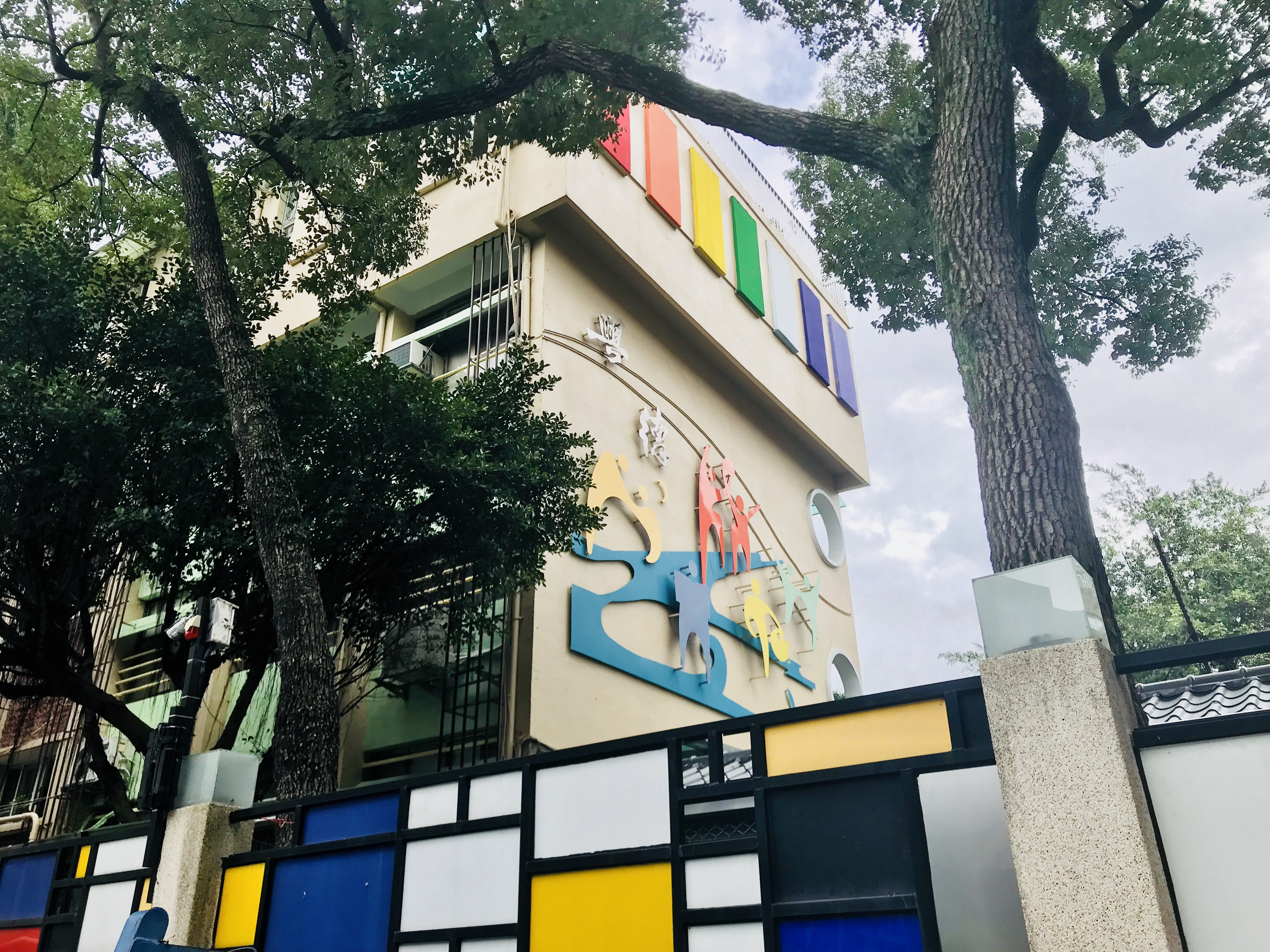
興德國小的外牆以線條與色塊組成的彩繪

興德國小校地狹小，僅有約3500平方公尺，校內沒有操場，只有一座約1000平方公尺的球場。校內有一株白玉蘭，樹齡據估計已超過60年，為臺北市政府登錄、受〈台北市樹木保護自治條例〉保護的老樹。校園圍牆有荷蘭畫家蒙德里安風格的線條色塊彩繪，為2002年設計繪製。
興德國小右側的巷弄中原本有一座建於1941年的高壓電塔，受校方與當地居民反彈，已於2010年拆除。

## 校友
- 齊柏林：臺灣紀錄片攝影師、導演、環境保護運動者[13]

## 周邊設施
- 興隆國小
- 景美福興宮
- 興隆公園
- 萬壽宮

## 註腳
1. ↑  興德里於1968年景美併入臺北市時更名為興得里[3]